# Karnak
| M17 | Q3 · X1 | Q1 | Q1 | Q1 | X1 · O49 |

| M17 | Q3 · X1 | Q1 | Q1 | Q1 | X1 · O49 |

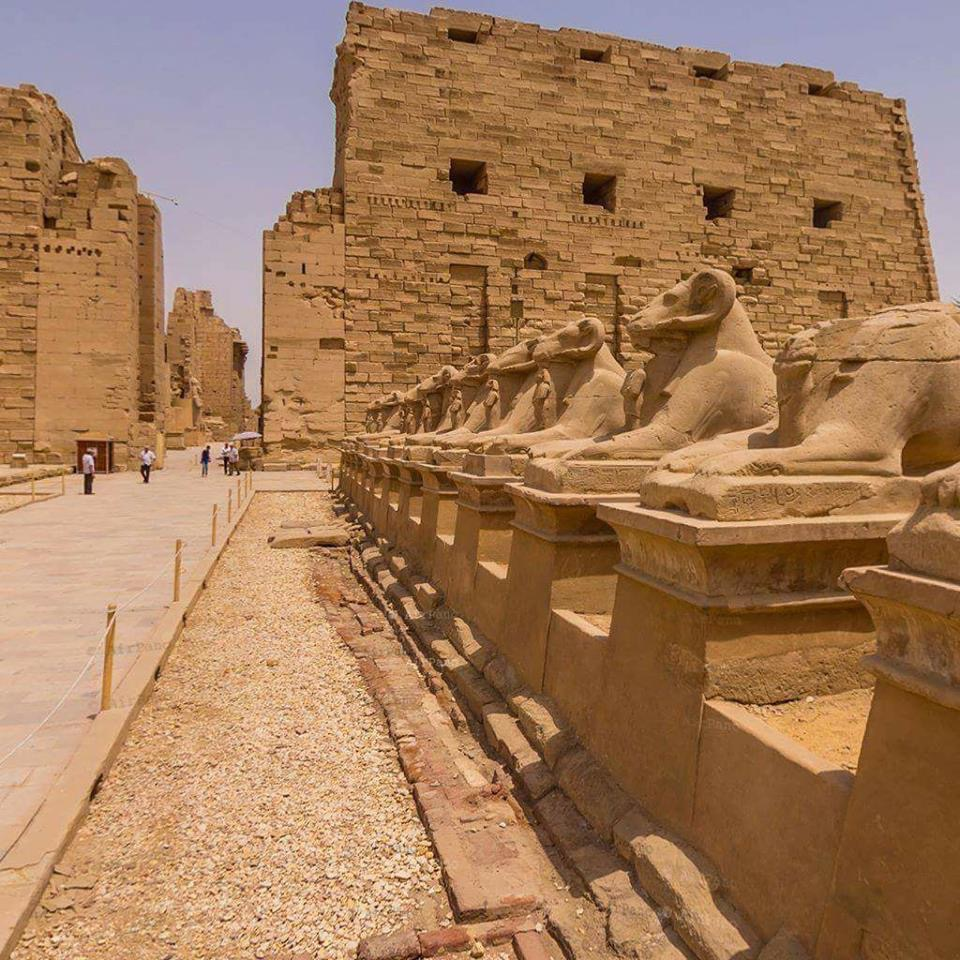
Karnak - aleja kriosfinksów, prowadząca do świątyni w Luksorze

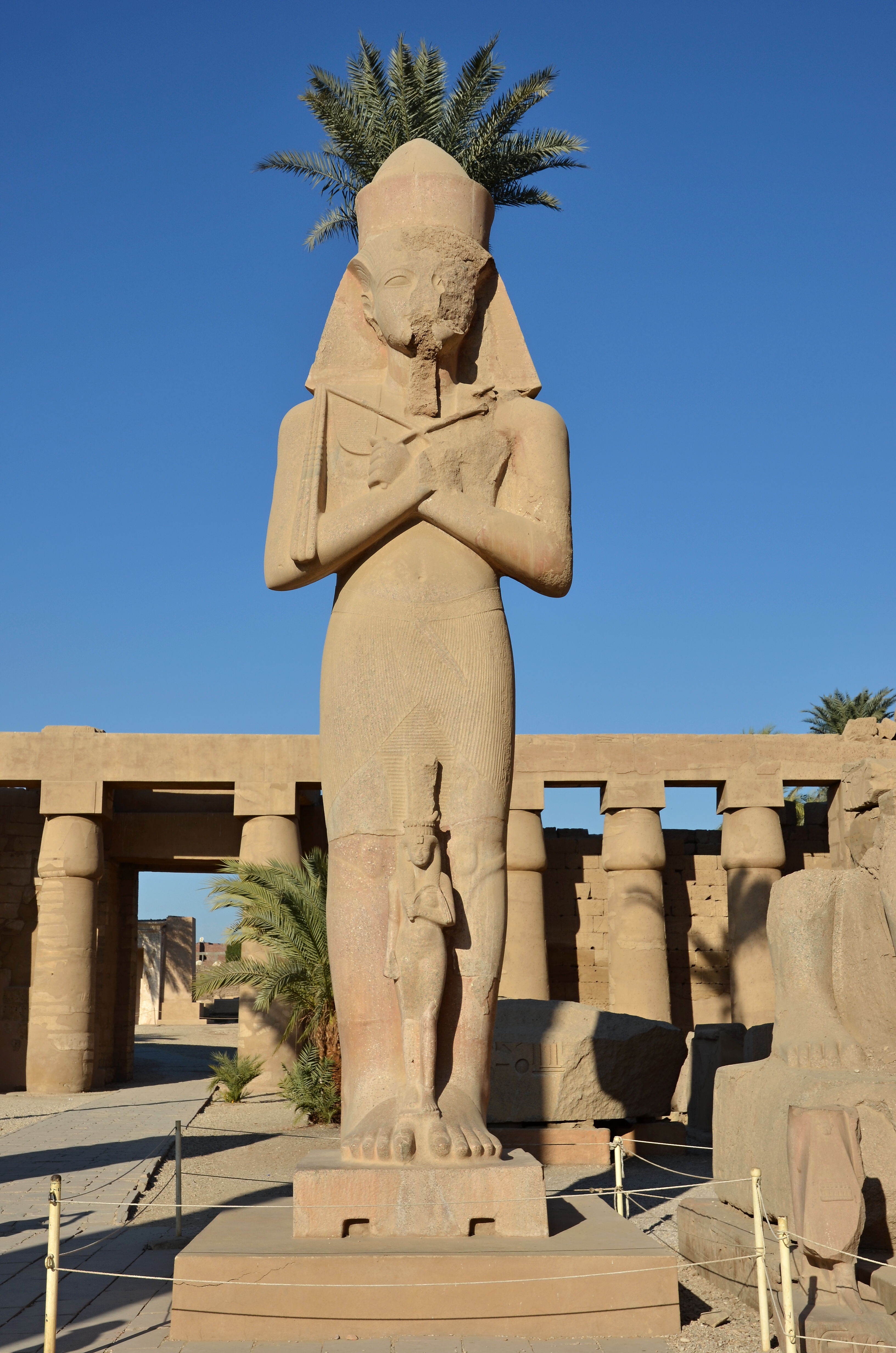
Posąg Ramzesa II z Nefertari na wielkim dziedzińcu

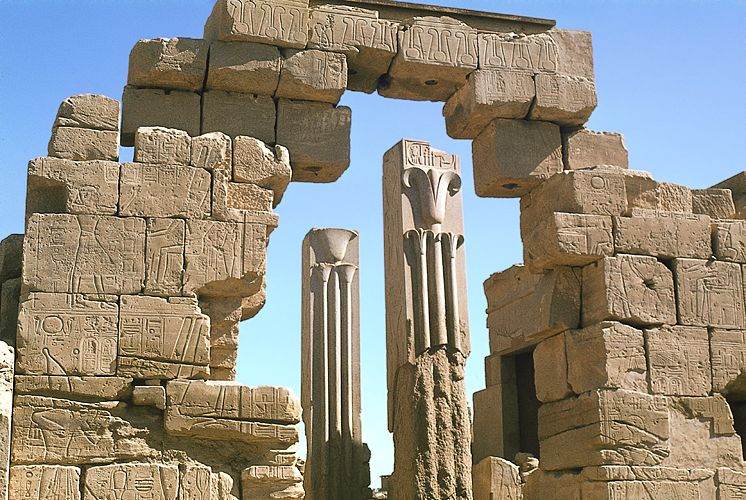
Karnak - widok na kolumny wzniesione przez Totmesa III

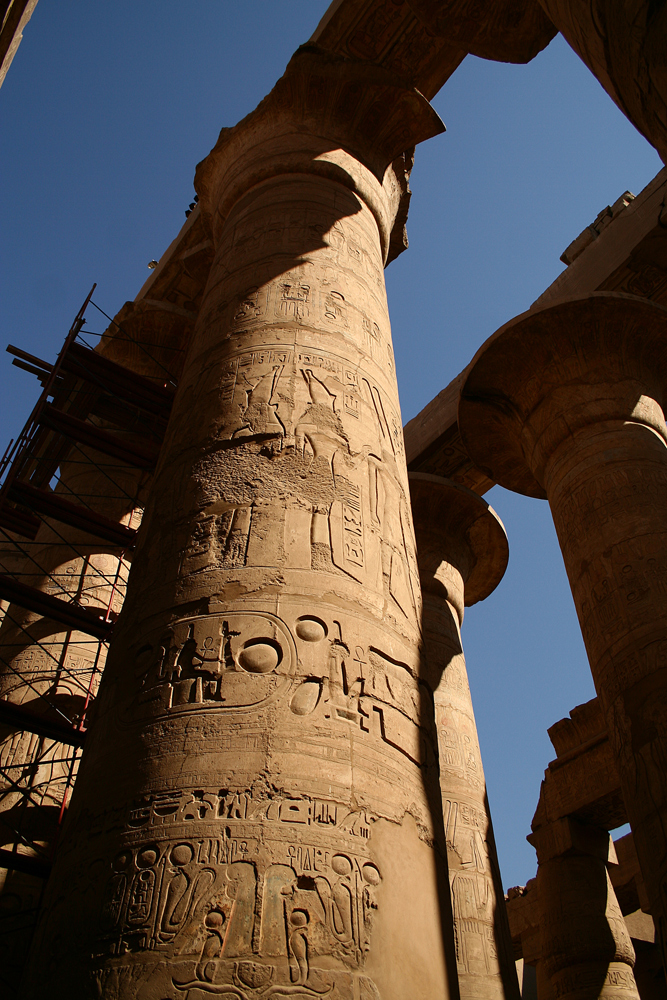
Karnak - sala hypostylowa

Karnak, arab.  الكرنك, egip. Ipet-sut – „Najbardziej Dobrane z Miejsc” – miasto w Górnym Egipcie, w muhafazie Luksor, na wschodnim brzegu Nilu, 2,5 km na północ od Luksoru. W starożytności miejscowość była częścią Teb, a obecnie postrzegana jest przez wielu jako część Luksoru, jako że obie miejscowości tworzą zwarty zespół miejski.
W Karnaku znajduje się zespół świątyń wzniesionych w różnym czasie, poświęconych bogom tebańskim. Centralne miejsce zajmuje największa na świecie świątynia z salą kolumnową, tzw. „Wielki Hypostyl” – świątynia Amona-Re. Od północy przylega do niej świątynia Montu – boga wojny, a na południe położone jest sanktuarium bogini Mut, żony Amona. Świątynie te są połączone ze sobą alejami procesyjnymi. W 1979 Karnak został wpisany na listę światowego dziedzictwa UNESCO.

## Świątynia Amona
Do świątyni Amona od strony Nilu do pierwszego pylonu prowadziła Aleja Sfinksów, czyli aleja procesyjna z 40 sfinksami o głowach barana (baran to święte zwierzę Amona). Przed każdym sfinksem, między jego łapami, znajduje się posąg faraona.
Za pierwszym pylonem znajdował się wielki dziedziniec oddzielony od sali hypostylowej drugim pylonem, przed którym ustawiono wyrzeźbione w różowym granicie posągi Ramzesa II. Przed nim znajduje się postać jego żony, sięgająca faraonowi do kolan.
Sala hypostylowa o wymiarach 102×53 m podparta jest 134 kolumnami, najwyższe o wysokości 23 m zakończone są kapitelami w kształcie rozwiniętego kwiatu papirusu. Kolumny niższe, ustawione w 14 rzędach, mają głowice o kształcie zamkniętych kwiatów papirusu. Różnica wysokości między nawą centralną, a opartymi na niższych kolumnach nawami bocznymi umożliwiła zamontowanie okien oświetlających wnętrze sali. Ściany i trzony kolumn ozdobiono bogatymi reliefami. Ta część świątyni została wzniesiona za czasów XIX dynastii.
Za salą hypostylową znajdują się kolejne pylony (trzeci i czwarty) oraz starsza część świątyni, wzniesiona za czasów XVII dynastii.
W kompleksie ustawiono także obeliski przy pylonach: dwa na polecenie Hatszepsut o wysokości ponad 30 m (jeden z nich zachował się na miejscu, pozostałości drugiego można znaleźć w pobliżu świętej sadzawki) oraz cztery o wysokości 23 m na polecenie Totmesa (zachował się tylko jeden). Pylonów w sumie jest sześć, przy ostatnim znajduje się kaplica na barkę obrzędową.
Świątynia Amona połączona była długą kamienną aleją sfinksów ze Świątynią Narodzin w Luksorze. Przy alei wzniesiono sześć małych kapliczek. Podczas Święta Opet posąg Amona w Karnaku odwiedzał świątynię w Luksorze – był niesiony w barce kultowej wzdłuż alei, a wracał drogą wodną – Nilem. Reliefy przedstawiające to święto są umieszczone w kaplicy Hatszepsut, zbudowanej z czerwonego kwarcytu i czarnego granitu, przeznaczonej na kiosk do przechowywania barek obrzędowych.
Sama świątynia Amona-Re to zespół budowli wzniesionych w okresie Nowego Państwa i czasach późniejszych. Do kompleksu należą: świątynia Ptaha z czasów XVIII dynastii oraz wielka świątynia Amona-Re z czasów XVIII i XIX dynastii. Z okresu XX dynastii pochodzą: świątynia Ramzesa III (świątynia jubileuszu) oraz świątynia Chonsu. W XXV dynastii, za czasów króla Taharki, powstała kolumnada wzdłuż osi dziedzińca, z której zachowała się do naszych czasów tylko jedna kolumna.
Do kompleksu świątynnego należy także święta sadzawka. Przy niej za czasów Amenhotepa postawiony został pomnik wielkiego skarabeusza.

## Odkrywanie Karnaku

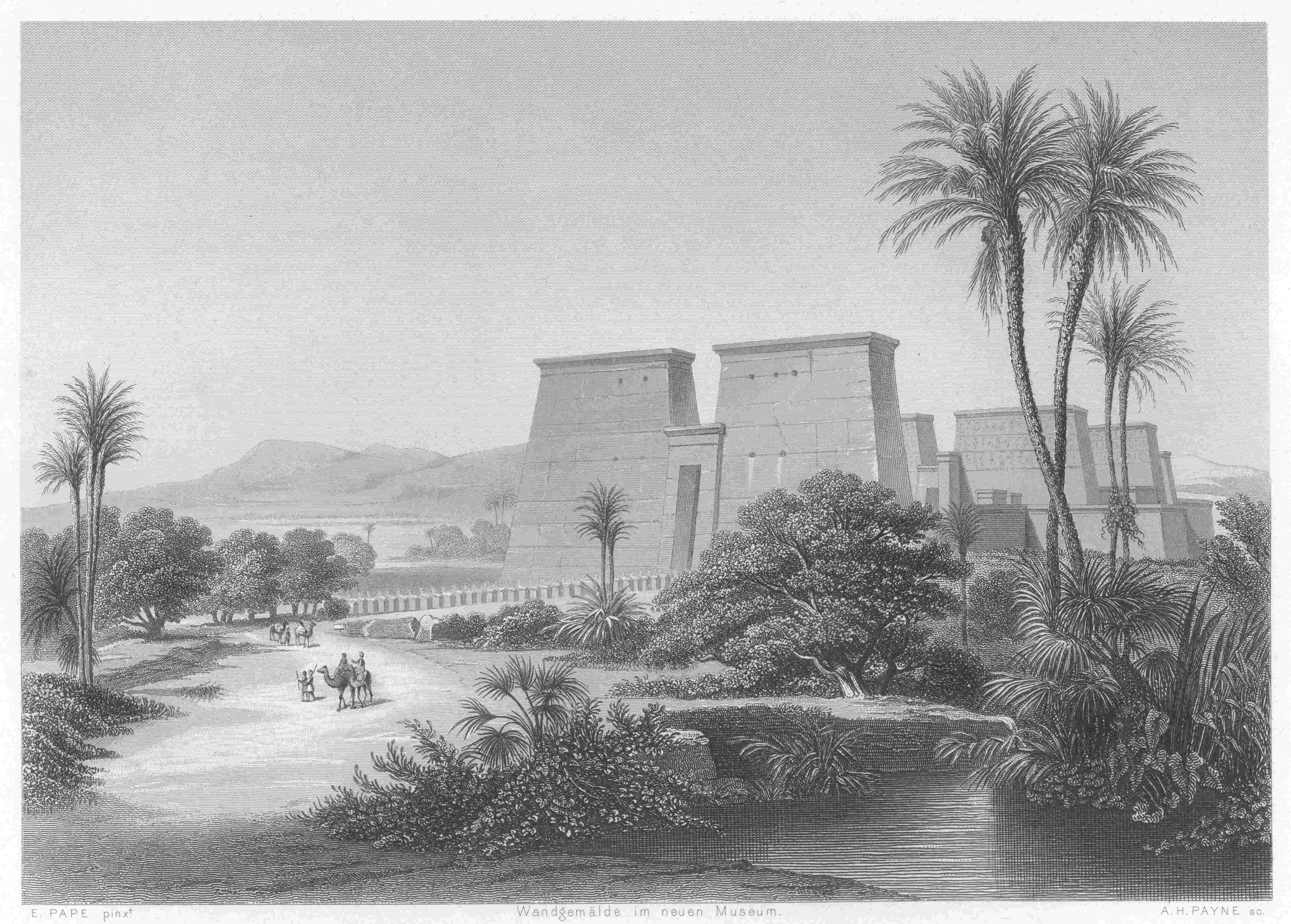
XIX-wieczny sztych Alberta Payne'a przedstawiający Karnak

Karnak niszczony był już od schyłku starożytności przez Koptów, w średniowieczu przez islamskich fanatyków, traktowany jako źródło kamienia służącego do wypalania wapna lub do budowy wszelkich arabskich konstrukcji. Od czasów starożytnych poziom wód gruntowych podniósł się w rejonie tebańskim o około 3 m. Każdego lata wody wylewającego Nilu wdzierały się do świątyni pogarszając stabilność budowli (właśnie z tego powodu w 1861 zawaliła się jedna z kolumn).
O istnieniu świątyń Karnaku Europejczycy dowiedzieli się w XVII wieku. Były zwiedzane przez wszystkich którzy odwiedzali Teby i opisywane w wielu książkach. Paradoksem jest jednak fakt, że Karnak należał do ostatnich miejsc na terenie starożytnej stolicy, które poddano systematycznym badaniom naukowym. Przyczyną tego stanu rzeczy był ogrom budowli i przestrzeni, na której świątynie się rozpościerały. Wykopaliska na tym terenie wymagały ogromnej ilości robotników i specjalistów nimi kierujących.
Pierwsze rysunki pozostawił po sobie kapitan Norden, który odkrył ponownie Karnak w XVIII wieku, natomiast pierwszy plan wykonał angielski duchowny i podróżnik Richard Pococke. Pierwszy etap badań zainaugurowała wyprawa Napoleona w 1798 roku, której wyniki opublikowano później w Description de l’Égypte. W 1828 roku badania prowadził tam Champollion. Niestety od momentu otwarcia Egiptu na Europę przez Mohammeda Alego postępował proceder wywożenia zabytków. Stan zniszczenia świątyni zwiększały również eksploracja prowadzona przez chłopów w celu wydobycia sebachu używanego do nawożenia pól. Mimo wydanych w 1835 roku ustaw o ochronie zabytków starożytnych, jeszcze przez pięć lat pylony drogi procesyjnej służyły ludności jako kamieniołom. W 1843 roku Prisse d’Avennes wywiózł cenne reliefy z Komnaty Przodków do Luwru.
Naukowe odsłanianie świątyń rozpoczął dopiero Auguste Mariette w latach 1858–1860; w 1875 opublikował dwa tomy swoich prac pod tytułem Karnak, étude topographique et archéologique, przedstawiając w nich pierwszy historyczny plan z ukazaniem ewolucji świątyń. W latach 1896–1917 pracami w Karnaku kierował Georges Legrain. Doprowadził do końca restaurację i anastylozę sali hypostylowej, odsłonił skrytkę na dziedzińcu VII pylonu, dziedziniec pierwszego pylonu o świątynie-repozytoria Ramzesa III i Setiego II. Sprawozdania opublikował w Annales du Service des Antiquités de l`Égypte, oraz w jednym z najważniejszych francuskich czasopism egiptologicznych tamtych czasów, Recueil de Travaux. W 1929 roku ukazała się publikacja Caparta pt. Karnak. Kontynuacją prac Lagraina zajął się M. Pillet w okresie od 1921 do 1926. Opróżniał III pylon Amenhotepa III, odsłonił południową aleję procesyjną, kaplice w północnej części Karnaku oraz świątynię Mut. Poza tym umocnił X pylon i odkrył pierwsze kolosy ozyriackie Echnatona na wschód od okręgu Amona-Re. Rezultat prac Pillet opublikował w książce Thèbes w 1928. Od 1926 do 1954 roku (z przerwą od 1940 w czasie II wojny światowej) pracami w Karnaku kierował architekt Henri Chevier, który skończył opróżnianie III pylonu, rozpoczął restaurację II pylonu, wykonał sondaże na dziedzińcu z czasów Średniego Państwa o zajmował się ponownym montażem alabastrowej kaplicy-repozytorium Amenhotepa I, „białej kaplicy” oraz kaplicy Hatszepsut.